# Schweizerische Gesellschaft für Volkswirtschaft und Statistik
Die Schweizerische Gesellschaft für Volkswirtschaft und Statistik (SGVS) ist eine ökonomische Vereinigung in der Schweiz. Der Verein nach Schweizer Recht hat seinen Sitz in Zürich, sein Sekretariat wird seit 2001 von der Schweizerischen Nationalbank massgeblich unterstützt.
Präsident ist derzeit Kurt Schmidheiny von der Universität Basel.
Die SGVS gibt vierteljährlich die Schweizerische Zeitschrift für Volkswirtschaft und Statistik heraus, eine akademische Open-Access-Zeitschrift, deren Artikel vor ihrem Erscheinen von Gutachtern geprüft werden.
Zudem werden öffentliche Veranstaltungen organisiert.
Die Gesellschaft wurde 1864 unter dem Namen Schweizerische Statistische Gesellschaft gegründet.  1938 erfolgte der Namenswechsel zu Schweizerische Gesellschaft für Statistik und Volkswirtschaft. 2001 wurde der Name leicht geändert zu Schweizerische Gesellschaft für Volkswirtschaft und Statistik.

## Präsidenten
Bisherige Präsidenten der SGVS:
- 1864–1866: Johann Ludwig Spyri, Pfarrer in Zürich
- 1866–1871: Ludwig Kurz, Grosser Rat Bern
- 1871–1876: Constant Bodenheimer, Grosser Rat Bern
- 1877–1886: Hermann Kinkelin, Statistiker in Basel
- 1886–1913: Johann Jakob Kummer, Bundesamt für Statistik und Bundesamt für Sozialversicherungen
- 1913–1919: Edmund Wilhelm Milliet, Bundesamt für Statistik
- 1920–1925: Fritz Mangold, Schweizerisches Wirtschaftsarchiv in Basel
- 1926: Hans Schorer, Universität Freiburg
- 1927–1930: William Emmanuel Rappard-Gautier, Universität Genf
- 1931–1934: Eugen Grossmann, Universität Zürich
- 1934–1937: Paul Victor Keller, Universität St. Gallen
- 1938–1941: Carl Brüschweiler, Bundesamt für Statistik
- 1941–1944: Ernst Ackermann, Statistischer Dienst der Schweizerischen Nationalbank
- 1944–1947: Hugo Gschwind, Staatsrat des Kantons Basel-Landschaft, Schweizerische Bundesbahnen
- 1947–1949: Paul-René Rosset, ETH Zürich, Universität Neuenburg
- 1949–1952: Théo Keller, Universität St. Gallen
- 1952–1954: Eugen Böhler, ETH Zürich
- 1954–1957: Jean Golay, Universität Lausanne
- 1957–1960: Walter Adolf Jöhr, Universität St. Gallen
- 1960–1963: Frédéric Scheurer, Universität Neuenburg
- 1963–1966: Wilhelm Martin Bickel, Universität Zürich
- 1966–1969: Pierre Goetschin, Universität Lausanne
- 1969–1970: Hugo Sieber, Universität Bern
- 1972–1975: Luigi Solari, Universität Lausanne, Universität Genf
- 1975–1978: Kurt Steuber, Universität Basel
- 1978–1981: Silvio Borner, Universität St. Gallen, Universität Basel
- 1981–1984: Pietro Balestra, Universität Freiburg, Universität Genf
- 1984–1987: Kurt Schiltknecht, Universität Basel
- 1987–1989: Jacques Pasquier-Dorthe, Universität Freiburg
- 1990–1993: René Leo Frey, Universität Basel
- 1993–1996: Claude Jeanrenaud, Universität Neuenburg
- 1996–1999: Ernst Baltensperger, Universität Bern
- 1999–2001: Georg Rich, Universität Bern
- 2002–2005: Alexandre Swoboda, Graduate Institute of International and Development Studies in Geneva
- 2006–2008: Peter Kugler, Universität Basel
- 2008–2011: Gebhard Kirchgässner, Universität St. Gallen
- 2011–2013: Philippe Bacchetta, Universität Lausanne
- 2014–2017: Monika Bütler, Universität St. Gallen
- 2017–2020: Yvan Michel Lengwiler, Universität Basel
- 2020–2023: Dirk Niepelt, Studienzentrum Gerzensee, Universität Bern
- 2023—bis heute: Kurt Schmidheiny, Universität Basel